# オーストラリア対南アフリカ共和国のラグビーテストマッチ

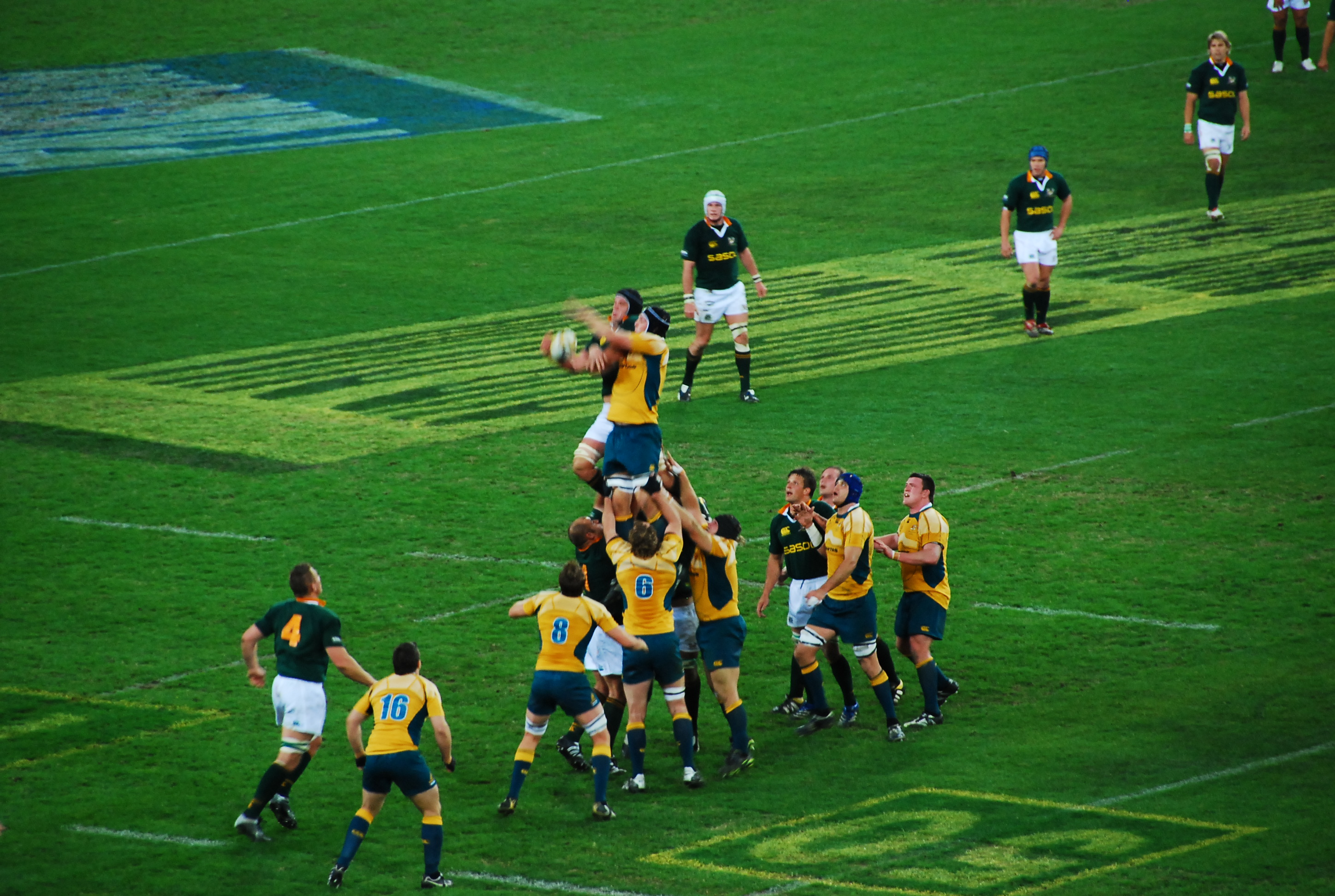
2007年トライネイションズでの両チームの対戦

この項目では、ラグビーユニオンにおいてオーストラリア代表（ワラビーズ）と南アフリカ共和国代表（スプリングボクス）が対戦したテストマッチについて述べる。この両チームはこれまでに88試合対戦しており、結果は南アフリカ共和国の48勝37敗3分である。
1921年にスプリングボクスはオーストラリアへの遠征を行い、5試合のうち3試合でニューサウスウェールズ・ワラターズというチームと戦っている。オーストラリアのラグビーユニオンはかつて、ニューサウスウェールズ州協会とクイーンズランド州協会が合同で統括していた。1919年にクイーンズランド州協会が一時消滅して以降は、ニューサウスウェールズ州協会が単独で運営するようになった。ワラターズはニューサウスウェールズ州の代表チームだが、実質的には当時のオーストラリア代表であった。後に設立されたオーストラリア協会は、当時のワラターズと他国のナショナルチームとの対戦を正式なテストマッチとして認定している。しかし南アフリカ協会のほうは、1921年のワラターズとの3試合はテストマッチとしては扱っていない。
両国がともにテストマッチと認めた最初の対戦は、クイーンズランド州協会が再興後の1933年、ワラビーズが南アフリカ連邦へ遠征したときに組まれた5試合である。結果はスプリングボクスの3勝2敗だった。4年後には逆にスプリングボクスがオーストラリアを訪れて2試合を戦い、ここでもスプリングボクスが敵地で連勝した。1953年・1961年・1963年にはワラビーズが南アフリカ連邦/共和国へ、1956年にはスプリングボクスがオーストラリアへ、それぞれ遠征したが、1963年が2勝2敗の五分だったのを除けば全てスプリングボクスが勝ち越した。ワラビーズが初めて勝ち越したのは、1965年に遠征してきた相手を迎えての2試合に連勝したときだった。
南アフリカ連邦/共和国では1948年以降、国民党政権によって人種隔離政策（アパルトヘイト）が推進されていた。これが国際社会から批判を集めるようになったことで、ワラビーズは1971年を最後にスプリングボクスとの対戦を受けなくなった。アパルトヘイトが1991年に撤廃されると、翌1992年には両国によるテストマッチが21年ぶりに南アフリカ共和国で実施され、さらにその1年後にはスプリングボクスが22年ぶりにオーストラリアへ遠征した。1995年には南アフリカ共和国で第3回ワールドカップが開催され、そこでも両国が対戦した。
1996年からは、両国にニュージーランド代表（オールブラックス）を加えた南半球3か国による対抗戦 "トライネイションズ" が発足した。これには後にアルゼンチン代表（ロス・プーマス）も加わり、現在では "ザ・ラグビーチャンピオンシップ" という大会になった。これにより両国の対戦は、4年に一度のワールドカップでの顔合わせを除けば、主にザ・ラグビーチャンピオンシップ内の一カードとして毎年行われるようになった。
2000年にはトライネイションズの前にもう1試合が組まれ、勝利したワラビーズに "マンデラ・チャレンジプレート" が贈られた。マンデラとは、1994年に黒人として初めて南アフリカ共和国大統領に就任したネルソン・マンデラのことである。このプレートは、2002年には南アフリカ共和国で行われたトライネイションズの一戦にかけられ、その試合を制したスプリングボクスが手にした。さらに3年後の2005年、今度はトライネイションズの前に2試合がプレートをかけて開催され、1勝1敗だったためスプリングボクスが防衛した。2006年以降は、トライネイションズ/ザ・ラグビーチャンピオンシップにおける両国の対戦で勝ち越したほうのチームにプレートが授与され、その年の対戦で決着がつかなかった場合は前年のプレート保持者が引き続き保有することになっている。

## 対戦結果
| No. | 開催日         | 開催地                                 | 勝利チーム       | スコア | 敗戦チーム       | 大会                           |
| --- | -------------- | -------------------------------------- | ---------------- | ------ | ---------------- | ------------------------------ |
| --  | 1921年06月25日 | シドニー・ショーグラウンド             | 南アフリカ連邦XV | 25-10  | NSWワラターズ    |                                |
| --  | 1921年06月27日 | シドニー・ショーグラウンド             | 南アフリカ連邦XV | 16-11  | NSWワラターズ    |                                |
| --  | 1921年07月02日 | ユニバーシティ・オーバル               | 南アフリカ連邦XV | 28-9   | NSWワラターズ    |                                |
| 1   | 1933年07月08日 | ニューランズ・スタジアム               | 南アフリカ連邦   | 17-3   | オーストラリア   |                                |
| 2   | 1933年07月22日 | キングスミード・グラウンド             | オーストラリア   | 21-6   | 南アフリカ連邦   |                                |
| 3   | 1933年08月12日 | エリス・パーク・スタジアム             | 南アフリカ連邦   | 12-3   | オーストラリア   |                                |
| 4   | 1933年08月26日 | クルセイダーズ・グラウンド             | 南アフリカ連邦   | 11-0   | オーストラリア   |                                |
| 5   | 1933年09月02日 | スプリングボック・パーク               | オーストラリア   | 15-4   | 南アフリカ連邦   |                                |
| 6   | 1937年06月26日 | シドニー・クリケット・グラウンド       | 南アフリカ連邦   | 9-5    | オーストラリア   |                                |
| 7   | 1937年07月17日 | シドニー・クリケット・グラウンド       | 南アフリカ連邦   | 26-17  | オーストラリア   |                                |
| 8   | 1953年08月22日 | エリス・パーク・スタジアム             | 南アフリカ連邦   | 25-3   | オーストラリア   |                                |
| 9   | 1953年09月05日 | ニューランズ・スタジアム               | オーストラリア   | 18-14  | 南アフリカ連邦   |                                |
| 10  | 1953年09月19日 | キングスミード・グラウンド             | 南アフリカ連邦   | 18-8   | オーストラリア   |                                |
| 11  | 1953年09月26日 | クルセイダーズ・グラウンド             | 南アフリカ連邦   | 22-9   | オーストラリア   |                                |
| 12  | 1956年05月26日 | シドニー・クリケット・グラウンド       | 南アフリカ連邦   | 9-0    | オーストラリア   |                                |
| 13  | 1956年06月02日 | エキシビジョン・グラウンド             | 南アフリカ連邦   | 9-0    | オーストラリア   |                                |
| 14  | 1961年08月05日 | エリス・パーク・スタジアム             | 南アフリカ共和国 | 28-3   | オーストラリア   |                                |
| 15  | 1961年08月12日 | ボート・エラスムス・スタジアム         | 南アフリカ共和国 | 23-11  | オーストラリア   |                                |
| 16  | 1963年07月13日 | ロフタス・ヴァースフェルド・スタジアム | 南アフリカ共和国 | 14-3   | オーストラリア   |                                |
| 17  | 1963年08月10日 | ニューランズ・スタジアム               | オーストラリア   | 9-5    | 南アフリカ共和国 |                                |
| 18  | 1963年08月24日 | エリス・パーク・スタジアム             | オーストラリア   | 11-9   | 南アフリカ共和国 |                                |
| 19  | 1963年09月07日 | ボート・エラスムス・スタジアム         | 南アフリカ共和国 | 22-6   | オーストラリア   |                                |
| 20  | 1965年06月19日 | シドニー・クリケット・グラウンド       | オーストラリア   | 18-11  | 南アフリカ共和国 |                                |
| 21  | 1965年06月26日 | ラング・パーク                         | オーストラリア   | 12-8   | 南アフリカ共和国 |                                |
| 22  | 1969年08月02日 | エリス・パーク・スタジアム             | 南アフリカ共和国 | 30-11  | オーストラリア   |                                |
| 23  | 1969年08月16日 | キングス・パーク・スタジアム           | 南アフリカ共和国 | 16-9   | オーストラリア   |                                |
| 24  | 1969年09月06日 | ニューランズ・スタジアム               | 南アフリカ共和国 | 11-3   | オーストラリア   |                                |
| 25  | 1969年09月20日 | フリーステイト・スタジアム             | 南アフリカ共和国 | 19-8   | オーストラリア   |                                |
| 26  | 1971年07月17日 | シドニー・クリケット・グラウンド       | 南アフリカ共和国 | 19-11  | オーストラリア   |                                |
| 27  | 1971年07月31日 | エキシビジョン・グラウンド             | 南アフリカ共和国 | 14-6   | オーストラリア   |                                |
| 28  | 1971年08月07日 | シドニー・クリケット・グラウンド       | 南アフリカ共和国 | 18-6   | オーストラリア   |                                |
| 29  | 1992年08月22日 | ニューランズ・スタジアム               | オーストラリア   | 26-3   | 南アフリカ共和国 |                                |
| 30  | 1993年07月31日 | シドニー・フットボール・スタジアム     | 南アフリカ共和国 | 19-12  | オーストラリア   |                                |
| 31  | 1993年08月14日 | バリモア・スタジアム                   | オーストラリア   | 28-20  | 南アフリカ共和国 |                                |
| 32  | 1993年08月21日 | シドニー・フットボール・スタジアム     | オーストラリア   | 19-12  | 南アフリカ共和国 |                                |
| 33  | 1995年05月25日 | ニューランズ・スタジアム               | 南アフリカ共和国 | 27-18  | オーストラリア   | ワールドカップ プールA         |
| 34  | 1996年07月13日 | シドニー・フットボール・スタジアム     | オーストラリア   | 21-16  | 南アフリカ共和国 | トライネイションズ             |
| 35  | 1996年08月03日 | フリーステイト・スタジアム             | 南アフリカ共和国 | 25-19  | オーストラリア   | トライネイションズ             |
| 36  | 1997年08月02日 | サンコープ・スタジアム                 | オーストラリア   | 32-20  | 南アフリカ共和国 | トライネイションズ             |
| 37  | 1997年08月23日 | ロフタス・ヴァースフェルド・スタジアム | 南アフリカ共和国 | 61-22  | オーストラリア   | トライネイションズ             |
| 38  | 1998年07月18日 | スビアコ・オーバル                     | 南アフリカ共和国 | 14-13  | オーストラリア   | トライネイションズ             |
| 39  | 1998年08月22日 | エリス・パーク・スタジアム             | 南アフリカ共和国 | 29-15  | オーストラリア   | トライネイションズ             |
| 40  | 1999年07月17日 | サンコープ・スタジアム                 | オーストラリア   | 32-6   | 南アフリカ共和国 | トライネイションズ             |
| 41  | 1999年08月14日 | ニューランズ・スタジアム               | 南アフリカ共和国 | 10-9   | オーストラリア   | トライネイションズ             |
| 42  | 1999年10月30日 | トゥイッケナム・スタジアム             | オーストラリア   | 27-21  | 南アフリカ共和国 | ワールドカップ準決勝           |
| 43  | 2000年07月08日 | コロニアル・スタジアム                 | オーストラリア   | 44-23  | 南アフリカ共和国 |                                |
| 44  | 2000年07月29日 | スタジアム・オーストラリア             | オーストラリア   | 26-6   | 南アフリカ共和国 | トライネイションズ             |
| 45  | 2000年08月26日 | ABSAスタジアム                         | オーストラリア   | 19-18  | 南アフリカ共和国 | トライネイションズ             |
| 46  | 2001年07月28日 | ロフタス・ヴァースフェルド・スタジアム | 南アフリカ共和国 | 20-15  | オーストラリア   | トライネイションズ             |
| 47  | 2001年08月18日 | スビアコ・オーバル                     | 引き分け         | 14-14  | 引き分け         | トライネイションズ             |
| 48  | 2002年07月27日 | ブリスベン・クリケット・グラウンド     | オーストラリア   | 38-27  | 南アフリカ共和国 | トライネイションズ             |
| 49  | 2002年08月17日 | エリス・パーク・スタジアム             | 南アフリカ共和国 | 33-31  | オーストラリア   | トライネイションズ             |
| 50  | 2003年07月12日 | ニューランズ・スタジアム               | 南アフリカ共和国 | 26-22  | オーストラリア   | トライネイションズ             |
| 51  | 2003年08月02日 | サンコープ・スタジアム                 | オーストラリア   | 29-9   | 南アフリカ共和国 | トライネイションズ             |
| 52  | 2004年07月31日 | スビアコ・オーバル                     | オーストラリア   | 30-26  | 南アフリカ共和国 | トライネイションズ             |
| 53  | 2004年08月21日 | ABSAスタジアム                         | 南アフリカ共和国 | 23-19  | オーストラリア   | トライネイションズ             |
| 54  | 2005年07月09日 | テルストラ・スタジアム                 | オーストラリア   | 30-12  | 南アフリカ共和国 |                                |
| 55  | 2005年07月23日 | エリス・パーク・スタジアム             | 南アフリカ共和国 | 33-20  | オーストラリア   |                                |
| 56  | 2005年07月30日 | ロフタス・ヴァースフェルド・スタジアム | 南アフリカ共和国 | 22-16  | オーストラリア   | トライネイションズ             |
| 57  | 2005年08月20日 | スビアコ・オーバル                     | 南アフリカ共和国 | 22-19  | オーストラリア   | トライネイションズ             |
| 58  | 2006年07月15日 | サンコープ・スタジアム                 | オーストラリア   | 49-0   | 南アフリカ共和国 | トライネイションズ             |
| 59  | 2006年08月05日 | テルストラ・スタジアム                 | オーストラリア   | 20-18  | 南アフリカ共和国 | トライネイションズ             |
| 60  | 2006年09月09日 | エリス・パーク・スタジアム             | 南アフリカ共和国 | 24-16  | オーストラリア   | トライネイションズ             |
| 61  | 2007年06月16日 | ニューランズ・スタジアム               | 南アフリカ共和国 | 22-19  | オーストラリア   | トライネイションズ             |
| 62  | 2007年07月07日 | テルストラ・スタジアム                 | オーストラリア   | 25-17  | 南アフリカ共和国 | トライネイションズ             |
| 63  | 2008年07月19日 | スビアコ・オーバル                     | オーストラリア   | 16-9   | 南アフリカ共和国 | トライネイションズ             |
| 64  | 2008年08月23日 | ABSAスタジアム                         | オーストラリア   | 27-15  | 南アフリカ共和国 | トライネイションズ             |
| 65  | 2008年08月30日 | コカ・コーラ・パーク                   | 南アフリカ共和国 | 53-8   | オーストラリア   | トライネイションズ             |
| 66  | 2009年08月08日 | ニューランズ・スタジアム               | 南アフリカ共和国 | 29-17  | オーストラリア   | トライネイションズ             |
| 67  | 2009年08月29日 | スビアコ・オーバル                     | 南アフリカ共和国 | 32-25  | オーストラリア   | トライネイションズ             |
| 68  | 2009年09月05日 | サンコープ・スタジアム                 | オーストラリア   | 21-6   | 南アフリカ共和国 | トライネイションズ             |
| 69  | 2010年07月24日 | サンコープ・スタジアム                 | オーストラリア   | 30-13  | 南アフリカ共和国 | トライネイションズ             |
| 70  | 2010年08月28日 | ロフタス・ヴァースフェルド・スタジアム | 南アフリカ共和国 | 44-31  | オーストラリア   | トライネイションズ             |
| 71  | 2010年09月04日 | ボーダコム・パーク・スタジアム         | オーストラリア   | 41-39  | 南アフリカ共和国 | トライネイションズ             |
| 72  | 2011年07月23日 | ANZスタジアム                          | オーストラリア   | 39-20  | 南アフリカ共和国 | トライネイションズ             |
| 73  | 2011年08月13日 | Mr.プライス・キングス・パーク          | オーストラリア   | 14-9   | 南アフリカ共和国 | トライネイションズ             |
| 74  | 2011年10月09日 | ウエストパック・スタジアム             | オーストラリア   | 11-9   | 南アフリカ共和国 | ワールドカップ準々決勝         |
| 75  | 2012年09月08日 | パターソンズ・スタジアム               | オーストラリア   | 26-19  | 南アフリカ共和国 | ザ・ラグビーチャンピオンシップ |
| 76  | 2012年09月29日 | ロフタス・ヴァースフェルド・スタジアム | 南アフリカ共和国 | 31-8   | オーストラリア   | ザ・ラグビーチャンピオンシップ |
| 77  | 2013年09月07日 | サンコープ・スタジアム                 | 南アフリカ共和国 | 38-12  | オーストラリア   | ザ・ラグビーチャンピオンシップ |
| 78  | 2013年09月28日 | ニューランズ・スタジアム               | 南アフリカ共和国 | 28-8   | オーストラリア   | ザ・ラグビーチャンピオンシップ |
| 79  | 2014年09月06日 | パターソンズ・スタジアム               | オーストラリア   | 24-23  | 南アフリカ共和国 | ザ・ラグビーチャンピオンシップ |
| 80  | 2014年09月27日 | ニューランズ・スタジアム               | 南アフリカ共和国 | 28-10  | オーストラリア   | ザ・ラグビーチャンピオンシップ |
| 81  | 2015年07月18日 | サンコープ・スタジアム                 | オーストラリア   | 24-20  | 南アフリカ共和国 | ザ・ラグビーチャンピオンシップ |
| 82  | 2016年09月10日 | サンコープ・スタジアム                 | オーストラリア   | 23-17  | 南アフリカ共和国 | ザ・ラグビーチャンピオンシップ |
| 83  | 2016年10月01日 | ロフタス・ヴァースフェルド・スタジアム | 南アフリカ共和国 | 18-10  | オーストラリア   | ザ・ラグビーチャンピオンシップ |
| 84  | 2017年09月09日 | NIBスタジアム                          | 引き分け         | 23-23  | 引き分け         | ザ・ラグビーチャンピオンシップ |
| 85  | 2017年09月30日 | トヨタ・スタジアム                     | 引き分け         | 27-27  | 引き分け         | ザ・ラグビーチャンピオンシップ |
| 86  | 2018年09月08日 | サンコープ・スタジアム                 | オーストラリア   | 23-18  | 南アフリカ共和国 | ザ・ラグビーチャンピオンシップ |
| 87  | 2018年09月29日 | ネルソン・マンデラ・ベイ・スタジアム   | 南アフリカ共和国 | 23-12  | オーストラリア   | ザ・ラグビーチャンピオンシップ |
| 88  | 2019年07月20日 | エミレーツ・エアライン・パーク         | 南アフリカ共和国 | 35-17  | オーストラリア   | ザ・ラグビーチャンピオンシップ |